# USS Iwo Jima (LHD-7)
El USS Iwo Jima (LHD 7) es un buque de asalto anfibio multipropósito clase Wasp de la Armada de los Estados Unidos, el segundo buque construido en ser nombrado en memoria de la batalla de Iwo Jima.

## Historial operativo

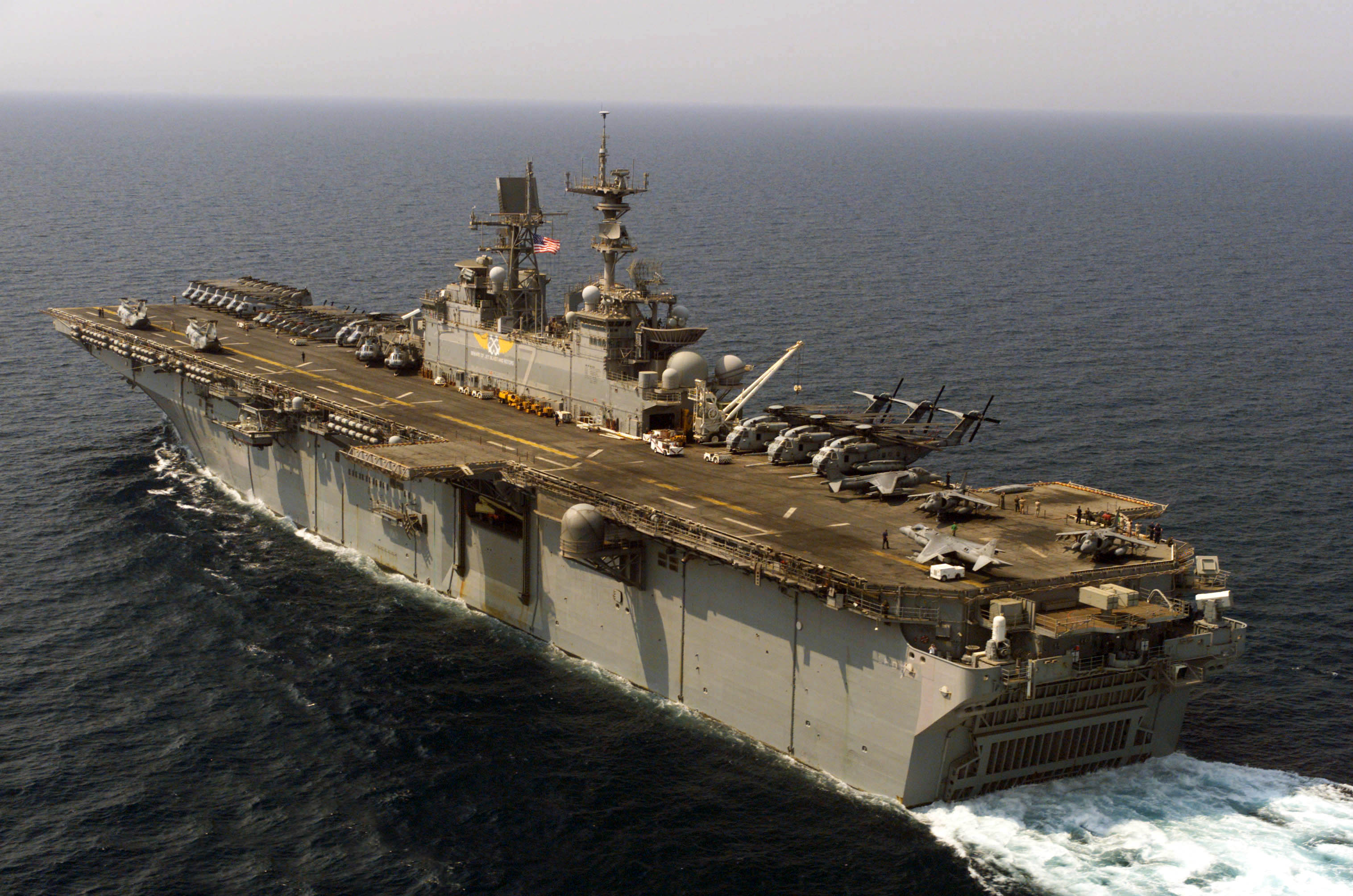
USS Iwo Jima navegando en el año 2003.

Fue construido por Ingalls Shipbuilding en Pascagoula, Misisipi. Los trabajos de construcción se iniciaron el 3 de septiembre de 1996, la quilla fue puesta en grada el 12 de diciembre de 1997 y botado el 4 de febrero de 2000. Fue amadrinado por la señora Zandra Krulak, esposa del general Charles C. Krulak, excomandante del Cuerpo de Marines.
Hizo el viaje inaugural el 23 de junio de 2001, acompañado por más de 2000 veteranos de la Segunda Guerra Mundial —muchos de ellos supervivientes de la batalla de Iwo Jima, siendo asignado una semana más tarde en Pensacola, Florida, con puerto base en Norfolk, Virginia.

### Huracán Katrina

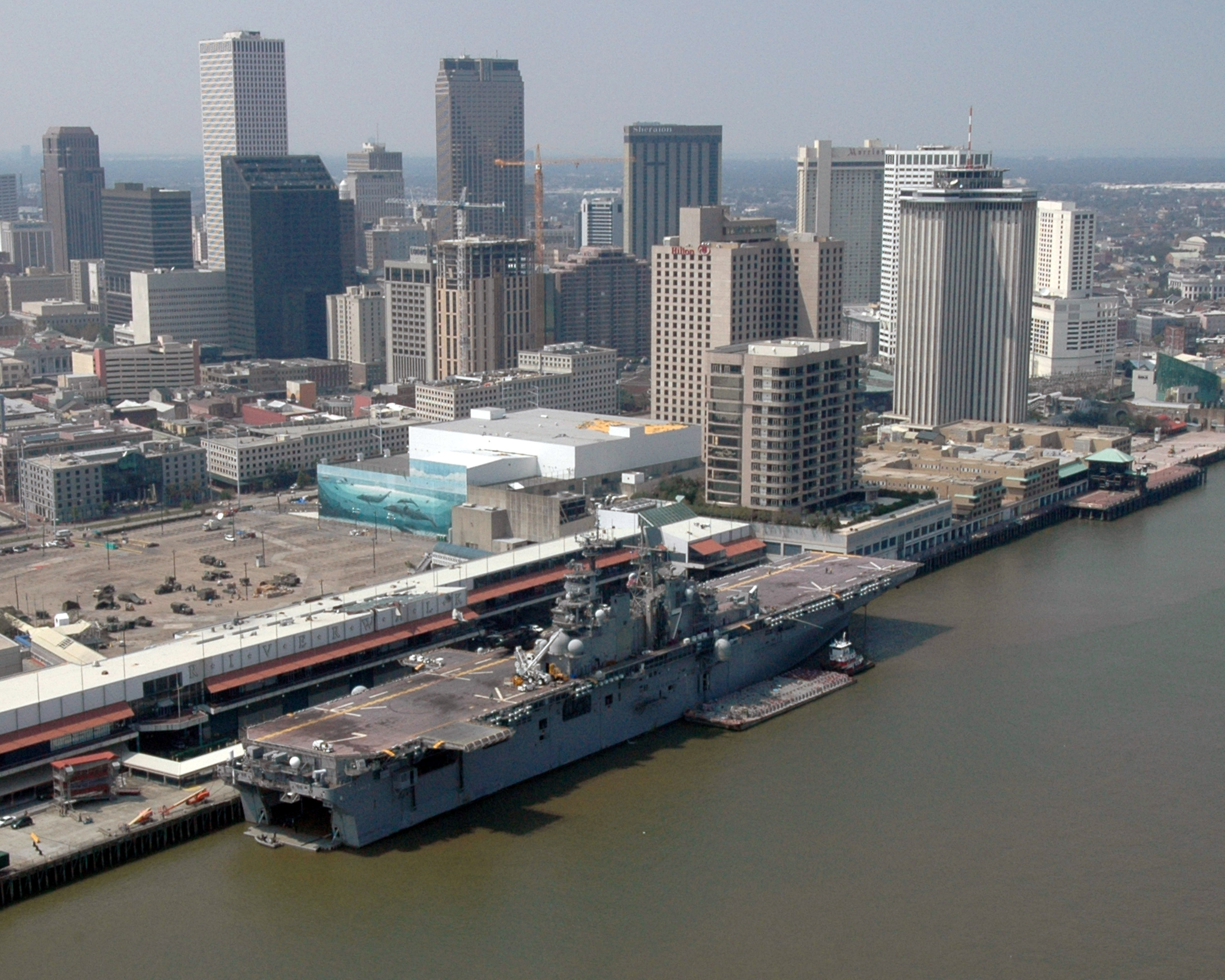
USS Iwo Jima en Nueva Orleans, año 2005

El 31 de agosto de 2005, el Iwo Jima fue enviado hasta el golfo de México para proporcionar ayuda humanitaria y llevar a cabo operaciones de apoyo tras el paso del huracán Katrina. El Iwo Jima navegó por el río Misisipi a la ciudad de Nueva Orleans para apoyar directamente las operaciones de socorro y actuar como centro de comando para todas las operaciones de recuperación de desastres federales, estatales y locales.
Durante este período crítico, el Iwo Jima también sirvió como único campo de aviación en pleno funcionamiento en la región para operaciones de helicópteros, realizando más de mil operaciones de vuelo; proporciomando comidas calientes, duchas y agua potable a miles de soldados de la Guardia Nacional y trabajadores de socorro; y dando servicios médicos, incluyendo primeros auxilios y servicios de cirugía a las víctimas del desastre, posteriormente llevando a cabo operaciones de limpieza en la ciudad y los suburbios de Nueva Orleans.
El Iwo Jima sirvió como buque insignia al comandante en jefe George W. Bush, durante la Fuerza de Tarea Conjunta en el huracán Katrina.

### Buques de la clase
• USS Wasp
• USS Essex
• USS Kearsarge
• USS Boxer
• USS Bataan
• USS Bonhomme Richard
• USS Makin Island

### Buques similares
• Clase Tarawa
• Clase Mistral
• Clase Canberra
• Juan Carlos I (L-61)

### Listas relacionadas
- Anexo:Buques de asalto anfibio de Estados Unidos
- Anexo:Buques de asalto anfibio por países
- Anexo:Buques actuales de la Armada de los Estados Unidos